# Liste der Biografien/Vev
Liste der Biografien |
Portal Biografien |
Personensuche
# |
A |
B |
C |
D |
E |
F |
G |
H |
I |
J |
K |
L |
M |
N |
O |
P |
Q |
R |
S |
T |
U |
V |
W |
X |
Y |
Z |
?
 
Va |
Ve |
Vh |
Vi |
Vj |
Vl |
Vn |
Vo |
Vr |
Vs |
Vt |
Vu |
Vy
 
Vea |
Veb |
Vec |
Ved |
Vee |
Veg |
Veh |
Vei |
Vej |
Vek |
Vel |
Vem |
Ven |
Veo |
Veq |
Ver |
Ves |
Vet |
Veu |
Vev |
Vex |
Vey |
Vez
Die Liste der Biografien führt alle Personen auf, die in der deutschsprachigen Wikipedia einen Artikel haben. Dieses ist eine Teilliste mit 7 Einträgen von Personen, deren Namen mit den Buchstaben „Vev“ beginnt.

## Vev

### Veva
- Vevar, Štefan (* 1953), slowenischer Übersetzer

### Veve
- Vevera, Andreas (* 1971), österreichischer Goldmedaillengewinner Paralympics Peking 2008 im Tischtennis
- Veverec, Jurica (* 1992), kroatischer Biathlet
- Vevers, Geoffrey Marr (1890–1970), britischer Mediziner und Zoologe
- Vevers, Gwynne (1916–1988), britischer Meeresbiologe, Nachrichtendienstoffizier und Sachbuchautor
- Vevers, Lorna (* 1981), schottische Curlerin

### Vevr
- Vevrier, Chloe (* 1968), deutsches Erotik-Model und ehemalige PornodarstellerinChloe Vevrier (* 1968)

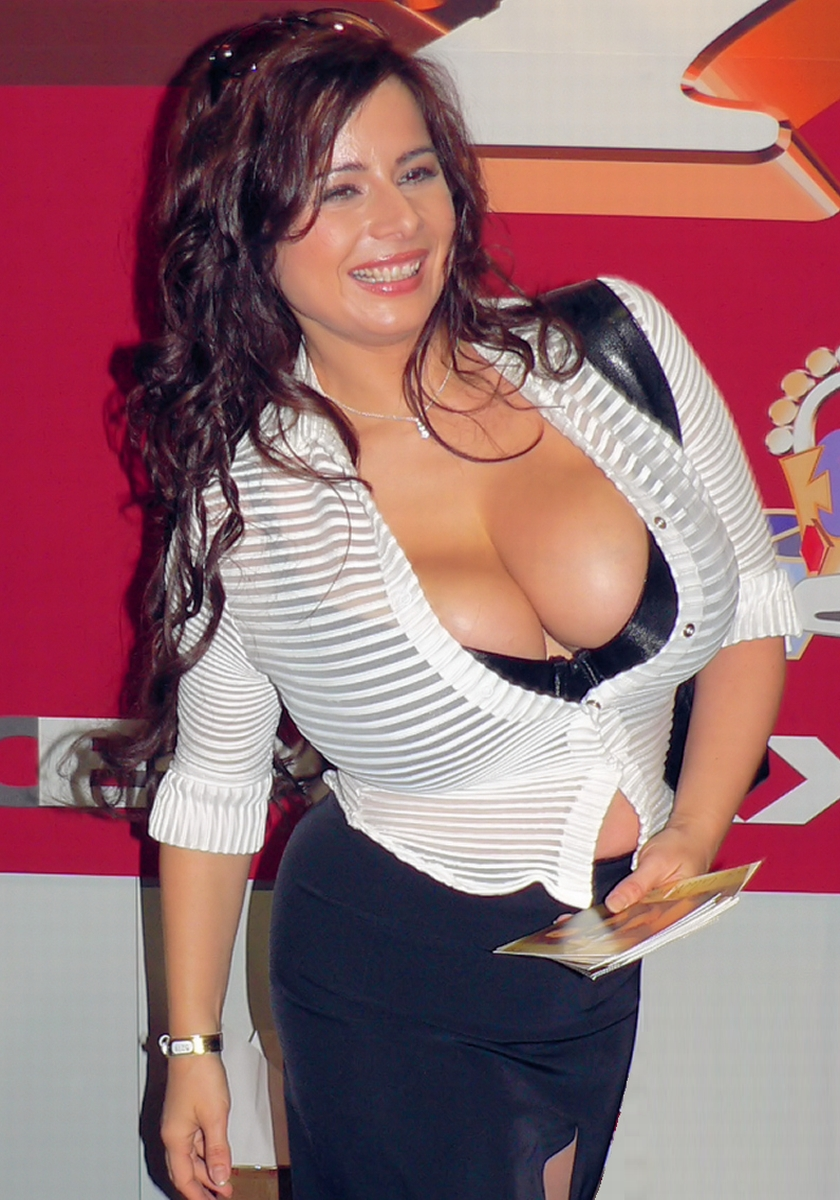
Chloe Vevrier (* 1968)